# Henriette Marion
 (janvier 2017).
Henriette Marion est une actrice française née le 26 octobre 1879 et morte le 5 novembre 1978.
Elle s'est principalement illustrée au théâtre et dans le doublage.

## Théâtre[1]
- 1916 : Bravo revue, mise en scène Léontine Massart, Théâtre Michel : Ada
- 1922 : Atout... cœur ! de Félix Gandéra, Théâtre de l'Athénée : Mme Salvador
- 1923 : L’Homme enchaîné d'Édouard Bourdet, Théâtre Fémina
- 1926 : Notre amour, Théâtre Antoine
- 1927 : La Reine de Biarritz de Romain Coolus et Maurice Hennequin, Théâtre Antoine
- 1927 : Nicole et sa vertu de Félix Gandéra, Théâtre de l'Athénée
- 1928 : La Maison des cœurs brisés de George Bernard Shaw, mise en scène Georges Pitoëff, Théâtre des Mathurins : Hesione Dodo
- 1930 : Pardon, madame... de Romain Coolus et André Rivoire, Théâtre Michel : Yvonne Tournal
- 1951 : La Jeune Veuve d'Aldo de Benedetti, mise en scène Gil Roland et Pierre Jourdan, Théâtre Monceau
- 1956 : Les Lépreux d'Anna Langfus, mise en scène Sacha Pitoëff, Théâtre de l'Alliance française : La mère
- 1966 : La Maison de Bernarda Alba de Federico García Lorca, mise en scène Jacques Mauclair, Théâtre Récamier

## Filmographie

### Cinéma
- 1931 : Le Voisin du dessus d'André Chotin

### Télévision
- 1962 : Mesdemoiselles Armande de René Lucot : Virginie, l'habilleuse
- 1969 : Les Enquêtes du commissaire Maigret, épisode La Maison du juge de René Lucot : Mlle Dochet

## Doublage

### Cinéma
- Edith Evanson dans :
  - L'Attaque de la malle-poste (1951) : Mme Hickman
  - Le Jour où la Terre s'arrêta (1951) : Mrs. Crockett
  - L'Homme des vallées perdues (1953) : Mme Shipstead
- Sally Corner dans :
  - La Main qui venge (1950) : la joueuse de Black Jack
  - La Tunique (1953) : Cornelia
- Julia Faye dans :
  - Boulevard du crépuscule (1950) : Haisham
  - Sous le plus grand chapiteau du monde (1952) : Birdie
- Lurene Tuttle dans :
  - Niagara (1953) : Mme Kettering[2]
  - Psychose (1960) : la femme du Shérif
- 1939 : Les Conquérants : Helen Irving (Georgia Caine)
- 1940 : Le Signe de Zorro : Señora Isabella Vega (Janet Beecher)
- 1940 : Les Tuniques écarlates : Mme Burns (Clara Blandick)
- 1941[3] : Arènes sanglantes : Señora Angustias Gallardo (Alla Nazimova)
- 1946 : Le Médaillon : Mme Wendall (Nella Walker)
- 1946 : La Folle Ingénue : Lady Alice Carmel (Margaret Bannerman)
- 1947 : Ambre : Lady Redmond (Alma Kruger)
- 1947 : Capitaine de Castille : Doña María De Vargas (Virginia Brissac)
- 1948 : Le Massacre de Fort Apache : Ma (Mary Gordon)
- 1949 : Samson et Dalila : Hazel, mère de Samson (Fay Holden)
- 1951 : Le Gouffre aux chimères : Mama Minosa (Frances Dominguez)
- 1952 : Les Bagnards de Botany Bay : Nellie Garth (Dorothy Patten)
- 1953 : Amour, Délices et Golf : Lorelei Larson (Mary Newton)
- 1954 : Les femmes mènent le monde : Evelyn Andrews (Margalo Gillmore)
- 1954 : Un grain de folie
- 1954 : La Piste des éléphants : Mrs. Wiley (Rosalind Ivan)
- 1954 : Le Secret des Incas : Mrs. Richmond (Geraldine Hall)
- 1954 : Sabrina : Mrs Tyson (Kay Riehl)
- 1955 : Les Implacables : Mrs. Robbins (Doris Kemper)
- 1955 : La Mousson : Mme Simon (Gladys Hurlbut)
- 1956 : Arrêt d'autobus : la logeuse (Helen Mayon)
- 1956 : À vingt-trois pas du mystère : Lady Syrett (Isobel Elsom)
- 1957 : Règlements de comptes à OK Corral : Mrs Clanton (Olive Carey)
- 1958 : L'Auberge du sixième bonheur : la secrétaire de la mission intérieure de Chine (Edith Sharpe)
- 1958 : Bagarres au King Créole : une cliente demandant un verre d'eau (Hazel Boyne)
- 1958 : 10, rue Frederick : Mrs. Hoffman (Irene Seidner)
- 1959 : En lettres de feu : Marie (Mary Treen)
- 1960 : L'Histoire de Ruth : Kera, servante de Ruth (Lili Valenty)
- 1960 : Mince de planète : Mabel Mayberry (Ellen Corby)
- 1960 : Le Village des damnés : Mrs. Plumpton (Susan Richards)
- 1961 : Les Désaxés (film) : Isabelle Steers (Thelma Ritter)
- 1961 : François d'Assise : Tante Buona (Athene Seyler)
- 1961 : Mon séducteur de père : Mrs Thompson (Eleanor Audley)
- 1961 : Le troisième homme était une femme : Betty Mae Dunston (Kathryn Card)
- 1961 : Monte là-d'ssus : Mrs. Chatsworth (Belle Montrose)
- 1961 : La Rumeur : Amelia Tilford, la riche grand-mère de Mary (Fay Bainter)
- 1963 : Le Grand Duc et l'Héritière : Mathilda (Ruth McDevitt)
- 1963 : La Souris sur la Lune : la Grande Duchesse Gloria XIII (Margaret Rutherford)
- 1964 : Jerry souffre-douleur : Hedda Hopper (Hedda Hopper)
- 1964 : Mary Poppins : la femme aux oiseaux (Jane Darwell)
- 1965 : Trente minutes de sursis : l'infirmière (Jo Helton)
- 1966 : Nevada Smith : Mme Elvira McCandles (Josephine Hutchinson)
- 1967 : Le Lauréat : Mme DeWitte, l'organisatrice du bal (Marion Lorne)
- 1967 : La Nuit des assassins : Alice Willows (Lillian Gish)
- 1969 : L'or se barre : miss Peach (Irene Handl)
- 1969 : L'Escalier : la mère de Harold (Cathleen Nesbitt)
- 1970 : Airport : Ada Quonsett (Helen Hayes)
- 1970 : La Vie privée de Sherlock Holmes : la reine Victoria (Mollie Maureen)

### Films d'animation[4]
- 1959 : La Belle au bois dormant : Flora (premier doublage)
- 1961 : Les 101 Dalmatiens : Nanny
- 1963 : Merlin l'Enchanteur : la cuisinière

### Télévision
- 1964-1972 : Ma sorcière bien-aimée : tante Clara (Marion Lorne)[5]